# Burton Green
Burton Green är en by och en civil parish i Warwick i Warwickshire i England. Skapad 1 april 2012 (CP). Parish har 1 056 invånare (2017).